# 國際酒店

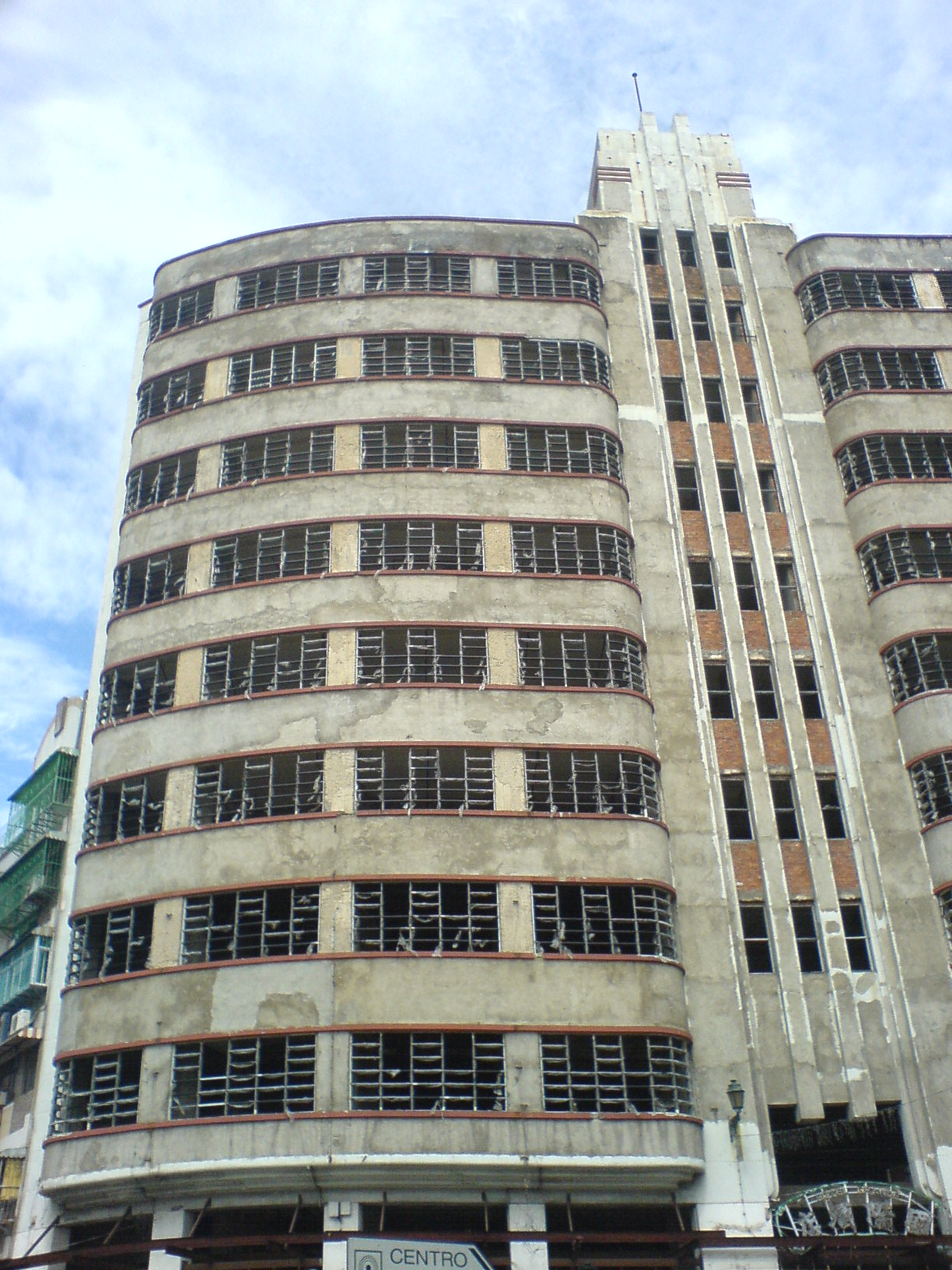
澳門國際酒店（攝於2007年10月）

22°11′47″N 113°32′12″E / 22.1963574°N 113.5366942°E
國際酒店（葡萄牙語：Hotel Grande）位於澳門新馬路146號，建於1937年，1941年3月9日開幕。興建者為原廣東銀行董事長霍寶材及其表弟吳庭偉，由施若翰設計。樓高12層，包括10層共97間客房，頂樓為茶室。是當時澳門最高的建築物。
酒店於1996年結業，此後建築一直空置；國際永福投資有限公司分別於2014及2015年以2.575億澳門元及900萬澳門元收購酒店建築，間斷進行裝修與加固工程，並於2023年8月18日重新營業，成為二星的經濟型酒店。

## 翻新及重開
2017年4月30日，國際酒店傳出工程聲音，但被發現沒有工程准照。土地工務運輸局回覆傳媒查詢時表示，該建築物只獲發地基加固工程准照，該准照當時處於有效期內。工務局已聯同相關部門到場了解，無發現有工程正在施工。而澳門文化局表示，曾收到工務局就國際酒店地段的地基加固工程計劃之意見諮詢，並已發表具約束力的意見。有關計劃只屬地基加固，並不涉及其他工程計劃。業權人國際永福投資有限公司董事長伍禮坤表示，在裝修後將建築上將保留立面，內部亦會保留原有特色，設有100間客房，每樓層平均450平方米，樓底約3.7米，目標打造二星特色精品酒店。配套上保留酒店及餐廳，不設賭場。
自2017年中下旬起，舊國際酒店維護工程導致附近一段行人路被圍封，不少居民和旅客鋌而走險無視指引直接橫過馬路，險象環生，坊會一度期望工程盡快完工，重開行人路，保障行人步行安全。其後市政署關注有關情況，已要求佔用公地准照持有人加強安全措施，以及敦促其在完工後盡快開放行人道。亦增設指示牌呼籲公眾經由內街通行。
2023年4月，酒店翻新工程接近完成，大樓外部工程中的，樓頂外牆大字招牌已現，而大門的招牌則蓋上紅布，相信距重開之日不遠。而行政長官賀一誠於同月出席立法會全體會議時回應議員提問時呼籲業界翻新非豪華五星級的酒店。
2023年8月18日，酒店重新開業並轉型為經濟型酒店，初期提供約96間客房，部分樓層仍在翻新，完工後客房數量增至124間。

## 建築狀況
國際酒店由香港廣東銀行董事長霍寶材及何東爵士等合資興建，共耗資近三十萬元，於1937年由澳門葡人工程師施約翰（João Canavarro Nolasco）負責設計，建築工程歷時三年至1940年完成，1941年開業，為當時澳門最為宏偉的建築。酒店佔地342平方米，樓高40.4米，共九層，是澳門重要的現代主義建築。該建築物自1996年後一直空置，直至物業轉移後，由新業權人進行加固修復。